# نوبورو إيغوشي
نوبورو إيغوشي (باليابانية: 井口昇) ، من مواليد 28 يونيو 1968م، وهو ممثل سابق ويعمل حالياً بمهنة مخرج أفلام السينما اليابانية، وأخرج فيلمه الأخير «لايف» عام 2014م.

## وصلات خارجية
- نوبورو إيغوشي على موقع IMDb (الإنجليزية)
- نوبورو إيغوشي على موقع ألو سيني (الفرنسية)
- نوبورو إيغوشي على موقع أول موفي (الإنجليزية)
- نوبورو إيغوشي على موقع قاعدة بيانات الأفلام السويدية (السويدية)
- نوبورو إيغوشي على موقع قاعدة بيانات الفيلم (الإنجليزية)
- نوبورو إيغوشي على موقع كينوبويسك (الروسية)
- "Noboru Iguchi  井口昇". Urabon Navigator. مؤرشف من الأصل في 2012-08-16. اطلع عليه بتاريخ 2009-07-27. {{استشهاد ويب}}: روابط خارجية في |ناشر= (مساعدة)
- "井口昇" (باليابانية). قاعدة بيانات الأفلام اليابانية. Archived from the original on 2016-03-03. Retrieved 2009-07-27.
- "井口昇 いぐち・のぼる" (باليابانية). AllCinema. Archived from the original on 2018-06-17. Retrieved 2009-07-27. {{استشهاد ويب}}: روابط خارجية في |ناشر= (help)